# Hebertshausen
Hebertshausen est une commune de Bavière (Allemagne), située dans l'arrondissement de Dachau, dans le district de Haute-Bavière.